# Gravigny
Gravigny település Franciaországban, Eure megyében. Lakosainak száma 4016 fő (2022. január 1.). Gravigny Aviron, Évreux, Huest és Normanville községekkel határos.

## Népesség
A település népességének változása:
| Lakosok száma | 2437 | 2540 | 3113 | 3937 | 3984 | 3924 | 3940 | 3994 | 4016 | 4016 |
|               | 1968 | 1982 | 1990 | 2006 | 2013 | 2015 | 2017 | 2019 | 2020 | 2022 |